# Metanephrops japonicus
Metanephrops japonicus là một loài tôm hùm càng. Loài tôm này được tìm thấy trong vùng biển Nhật Bản, và một món đặc sản trong ẩm thực Nhật Bản. Loài này hiện diện từ Choshi, tỉnh Chiba (Honshu) đến bờ biển phía đông của Kyushu, nơi nó sống ở độ sâu 200-440 mét.